# Eslafloden
Eslafloden rinner igenom provinserna i león och Zamora i nordvästra Spanien. Det är en biflod till Duero som börjar i Kantabriska bergen och är 286 km lång ock korsar från nord till syd genom provinserna León och Zamora. Eslafloden är den största bifloden till Duero och även större utsläpp av vatten en duero. Källan till vattnet i floden kommer från den spanska staden Maraña.
Floden var känd av romarna som Astura, från vilket Asturianfolket fick sitt namn ifrån, de är förfäderna till invånarna i dagens León. Många platser i området har fått sitt namn efter floden, till exempel Villafalé ("Villa Fértil a orillas del Río Astura"), "Vega del Esla", "Mansilla del Esla", etc.